# João Paulo Lázaro Lucas
João Paulo Lázaro Lucas (sinh ngày 15 tháng 1 năm 1996 ở Almada) là một cầu thủ bóng đá người Bồ Đào Nha thi đấu cho Leixões S.C., ở vị trí hậu vệ.

## Sự nghiệp câu lạc bộ
Vào ngày 31 tháng 7 năm 2016, Lucas có màn ra mắt cho Leixões trong trận đấu tại Cúp Liên đoàn bóng đá Bồ Đào Nha 2016–17 trước Cova da Piedade.